# Levante Unión Deportiva
 (mai 2025).
Si vous disposez d'ouvrages ou d'articles de référence ou si vous connaissez des sites web de qualité traitant du thème abordé ici, merci de compléter l'article en donnant les références utiles à sa vérifiabilité et en les liant à la section « Notes et références ».
Pour les articles homonymes, voir Levante (homonymie).
Maillots
Actualités
| \| Valence \| Le club est basé à Valence. |
| Valence                                   |

Le Levante Unión Deportiva, couramment abrégé en Levante UD, est un club de football espagnol fondé le 9 septembre 1909 et basé à Valence, dont le premier président est José Ballester Gozalvo.
Le club est présidé depuis 2010 par Quico Catalán.

## Histoire
En décembre 2021, le club égale un triste record, celui du nombre de matchs joués sans victoire en Liga. Levante n'a plus remporté une rencontre depuis 24 matchs, rejoignant le Sporting Gijón qui avait connu cette série entre 1997 et 1998. Avant la trêve hivernale, l'équipe a déjà congédié deux entraîneurs.

## Historique
- 1909 : Fondation du club sous le nom de Levante FC
- 1928 : Vainqueur du championnat régional
- 1937 : Vainqueur de la coupe d’Espagne
- 1939 : Fusion avec le Gimnástico FC Valencia en UD Levante-Gimnástico Valencia
- 1941 : Le club est renommé Levante UD
- 2010 : Promotion en première division.
- 2012 : En terminant sixième du championnat, Levante se qualifie pour la première fois pour une compétition européenne (Ligue Europa 2012-2013).
- 2016 : Relégation en deuxième division.
- 2017 : Promotion en première division.
- 2022 : Relégation en deuxième division.
- 2025 : Promotion en première division.

## Identité du club

### Changements de nom
- 1909-1939 : Levante FC
- 1939-1941 : UD Levante-Gimnástico Valencia
- Depuis 1941 : Levante UD

### Logos

1909-1939
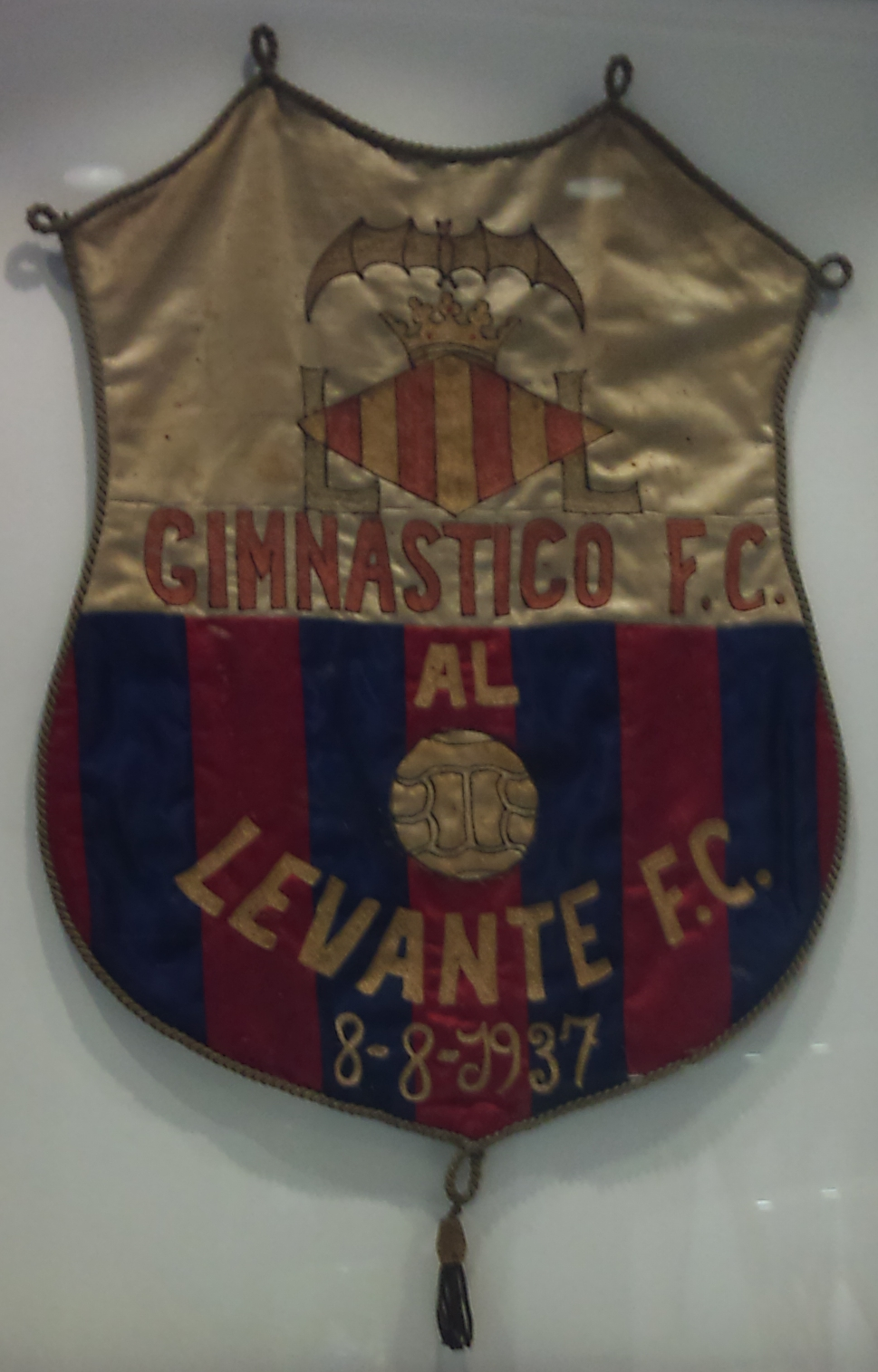
1939-1941
Depuis 1941

## Palmarès
| Compétitions nationales | Compétitions régionales                                                                               | Compétitions internationales                                                          |
| - Championnat d'Espagne de D1 (0) : - Meilleur classement : 6e en 2012. - Championnat d'Espagne de D2 (3) : - Champion : 2004, 2017 et 2025. - Championnat d'Espagne de D3 (3) : - Champion : 1989, 1996 et 1999. - Championnat d'Espagne de D4 (2) : - Champion : 1944 et 1973. - Coupe d'Espagne (1) : - Vainqueur : 1937. - Copa de la España Libre (1) : - Vainqueur : 1937. | - Campeonato Levante-Sur (1) : - Vainqueur : 1935. - Campeonato de Valencia (1) : - Vainqueur : 1928. | - Ligue Europa (0) : - 1 participation. - Meilleurs parcours: 1/8e de finale en 2013. |

## Joueurs et personnalités du club

### Entraîneurs
Le tableau suivant présente la liste des entraîneurs du club depuis 1940.

### Effectif professionnel actuel
Le tableau ci-dessous liste l'effectif professionnel des Granotes pour la saison 2025-2026.

### Joueurs emblématiques

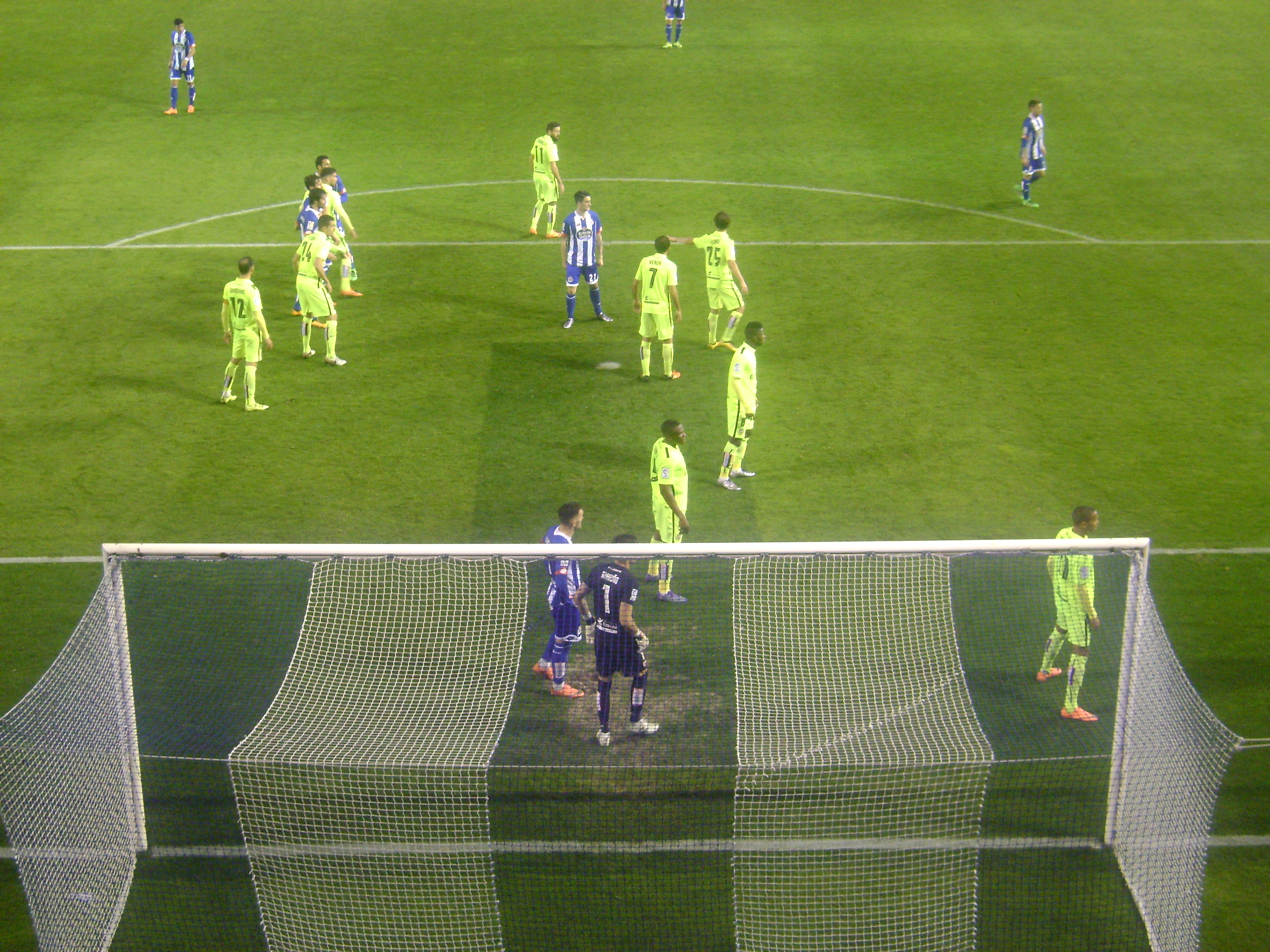
Deportivo de La Coruña vs. Levante UD.

- Ángel
- Miguel Ángel
- Francesc Bussot
- José Campaña
- David Castedo
- Carlos Caszely
- Descarga
- Aitor Fernández
- Rubén García
- Sergio García
- Vicente Iborra
- Juanfran
- Ignacio Llácer
- Manolo
- Roger Martí
- Borja Mayoral
- José Francisco Molina
- José Luis Morales
- Álex Remiro
- Alberto Rivera
- Luis Rubiales
- Salva
- Roberto Soldado
- José Torregrosa
- Vicente
- Carl Medjani
- Gustavo Reggi
- Pablo Cavallero
- Álvaro
- Charly Musonda Jr.
- Vladimir Manchev
- Lauren
- Daniel Ngom Kome
- Albert Meyong Ze
- Carlos Caszely
- Idrissa Keita
- Felix Dja Ettien
- Edwin Congo
- Jefferson Lerma
- Keylor Navas
- Tomislav Erceg
- Laurent Courtois
- Olivier Kapo
- Frédéric Déhu
- Peguy Luyindula
- Shota Arveladze
- Ian Harte
- Giuseppe Rossi
- Marco Storari
- Damiano Tommasi
- Enis Bardhi
- Brahim Thiam
- Moha
- Nabil El Zhar
- Johan Cruyff
- Mustapha Riga
- Faas Wilkes
- Obafemi Martins
- Moses Simon
- Duda
- Hernâni
- Sylvain N'Diaye
- Vladan Kujović
- Predrag Mijatović
- Johan Mjällby
- Fabio Celestini
- Enes Ünal